# 넷앱
넷앱(NetApp)은 캘리포니아주 샌호제이에 본사를 둔 미국의 하이브리드 클라우드 데이터 서비스 및 데이터 관리 기업이다. 2012년부터 2021년까지 포춘 500에 순위를 올렸다. 1992년 설립되었고 1995년 기업공개가 이루어진 넷앱은 온라인과 오프라인으로 애플리케이션과 데이터의 관리를 위한 클라우드 데이터 서비스를 제공한다.

## 역사
넷앱은 1992년 데이비드 히츠, 제임스 로우, 마이클 맬콤에 의해 "네트워크 어플라이언스"라는 사명으로 설립되었다.